# Миков, Геннадий Степанович
Геннадий Степанович Миков (род. 1936) — советский работник сельского хозяйства, директор государственного племенного конного завода «Пермский» Пермской области, Герой Социалистического Труда (1991).

## Биография
Родился 4 января 1936 года в деревне Осетры Карагайского района Пермской области в крестьянской семье.
В 1960 году окончил Пермский сельскохозяйственный институт имени Д. Н. Прянишникова и работал зоотехником, затем — главным зоотехником государственного племенного конного завода № 9 — «Пермский» Пермской области, главной отраслью хозяйства которого являлось коневодство. Здесь выращивались, испытывались и реализовывались рысаки и тяжеловозы. С 1984 года Г. С. Миков работал директором конного завода «Пермский». Рысаками этого хозяйства на ипподромах страны с 1984 по 2004 годы было выиграно более 300 традиционных призов, в том числе около ста — на Центральном Московском ипподроме.
Кроме производственной, занимался общественной деятельностью. Был народным депутатом РСФСР (России) (1990—1993, член фракции «Аграрный союз»), депутатом Земского собрания[уточнить] Пермского района.
С июля 2004 года Геннадий Степанович Миков находится на пенсии. Живёт в посёлке Горный Пермского района.
В ГКБУ «Пермский государственный архив новейшей истории» имеются материалы, относящиеся к Г. С. Микову.

## Награды
- Указом Президента СССР от 30 апреля 1991 года за достижение высоких результатов в производстве и продаже государству сельскохозяйственной продукции, большой личный вклад в решение социальных вопросов Микову Геннадию Степановичу присвоено звание Героя Социалистического Труда с вручением ордена Ленина и золотой медали «Серп и Молот».[2]
- Был награжден вторым орденом Ленина (13.03.1981), орденом Октябрьской Революции (08.04.1971) и медалями, в числе которых «За трудовую доблесть» (1966) и «За доблестный труд» (1970). Также награждался медалями ВДНХ СССР.
- Заслуженный работник сельского хозяйства Российской Федерации (1996).
- «Почетный гражданин Пермской области» (1998).[3]